# Miguel de Toro
Miguel de Toro Domínguez (16 de agosto de 1993 en Sevilla, Andalucía) es un jugador de waterpolo español. Actualmente milita en el FCT Telekom Waterpolo de la División de Honor húngara y es integrante de la selección nacional (española).

## Biografía
Se inicia en la natación en Tomares y después en Waterpolo. Cuando era juvenil de primer año empieza a jugar en las categorías inferiores  del Waterpolo Sevilla. Compaginó los entrenamiento en el CAR Sant Cugat, con los partidos en el primer equipo sevillano los fines de semana. Ha militado en el CN Barcelona, Mediterrani y Barceloneta.

## Internacional
Con la selección española, consiguió la medalla de plata en el Campeonato de Europa de Barcelona 2018.